# Bob Bendetson
Bob Bendetson es un guionista y productor de televisión estadounidense. Ha escrito numerosas series de televisión como ALF, Home Improvement y dos episodios de Los Simpson (Simpsons Tall Tales de la duodécima temporada y La culpa es de Lisa de la decimotercera). Está casado y tiene dos hijos.

## Filmografía
- 2008 Big Bug Man (película) (escritor) (director)
- 2001-2002 Los Simpson (TV, 2 episodios) (escritor)
- 1997 Teen Angel (TV) (coproductor ejecutivo)
- 1996 Bunk Bed Brothers (TV) (escritor)
- 1991, 1993-1999 Home Improvement (TV) (productor ejecutivo, 144 episodios) (escritor)
- 1989, 1992 Coach (TV, 1 episodio) (productor supervisor) (escritor)
- 1988 Newhart (TV, 1 episodio) (escritor)
- 1988 Mutts (TV) (productor) (escritor)
- 1986-1987 ALF (TV) (escritor, 8 episodes) (editor ejecutivo de la historia, 24 episodios) (coproductor, 1 episodio) (actor, 1 episodeio)
- 1985 What's Happening Now!! (TV, 1 episodio) (escritor)
- 1984 Alice (TV, 1 episodio) (escritor)
- 1982 Newhart (TV) (productor supervisor)
- 1981 The Jeffersons (TV, 1 episodio) (escritor)

## Premios y nominaciones
- 2003 Writers Guild of America Awards nominación: Animation por Los Simpson (por el episodio La culpa es de Lisa)
- 1994 Emmy nominación: Outstanding Comedy Series por Home Improvement
- 1990 Emmy nominación: Outstanding Writing in a Comedy Series por Newhart